# Ulica Grabiszyńska we Wrocławiu
Ulica Grabiszyńska – jedna z najdłuższych ulic we Wrocławiu (ponad 4,5 km), biegnąca od placu Legionów w kierunku południowo-zachodnim, dawnym traktem do Kątów Wrocławskich. Nazwę swoją (także niemiecką sprzed 1945 r. – Gräbschener Straße, dawniej Gräbschener Gasse) zawdzięcza osiedlom Grabiszyn-Grabiszynek, przez które przebiega.

## Opis
Przedłużeniem ulicy w kierunku historycznego centrum miasta jest ulica Sądowa, dalej przechodząca w Krupniczą. Początek Grabiszyńskiej znajduje się na skrzyżowaniu z ulicą Piłsudskiego przy placu Legionów, skąd ciągnie się prostym odcinkiem długości 3,25 km na południowy zachód – obok m.in. kościoła św. Elżbiety (wybudowanego w 1893), schronu („bunkra”) Richarda Konwiarza, dawnej zajezdni autobusowej (obecnie w tym miejscu istnieje Centrum Historii Zajezdnia) oraz fabryk Hutmen (dawne Metalhüttenwerke Schaefer & Schael) i FAT – do skrzyżowania z ulicami Ostrowskiego, Klecińską i aleją Hallera na Grabiszynku. Tam skręca nieco bardziej na południe i mijając cmentarz Grabiszyński zmierza w kierunku Oporowa. Kończy się na granicy osiedli, na Moście Oporowskim nad rzeką Ślęzą koło cmentarza Żołnierzy Polskich (z charakterystycznym pomnikiem na wzgórzu) i końcowej pętli tramwajowej. Za mostem, już na Oporowie, jej nazwa zmienia się na ul. Solskiego.

## Historia
Przed nakazanym przez Napoleona po jego zwycięstwie nad Prusami na początku XIX wieku zburzeniem fortyfikacji miejskich ulica Grabiszyńska była podmiejskim traktem przechodzącym przez wzmiankowaną już w 1149 r. wieś Gräbschen, będącą niegdyś własnością opactwa św. Wincentego na Ołbinie. Droga do tej wsi, aż do początków XIX wieku na swojej niemal całej długości biegnąca wśród ogrodów warzywnych, wzmiankowana była po raz pierwszy w roku 1465, a nazwa „droga grabiszyńska” pojawiła się w zapiskach z 1499. W 1808 r. podczas likwidacji murów przeprowadzono szeroko zakrojoną operację włączenia przedmieść pod jurysdykcję miejską. Objęła ona między innymi część terenu wzdłuż dzisiejszej ulicy Grabiszyńskiej. Umieszczone były przy niej rogatki miejskie (Canthner Barriere, Rogatka Kącka, od niem. nazwy Kątów Wrocławskich: Canth), do ok. 1870 r. w budynku nr 48 (okolica skrzyżowania z dzisiejszą ul. Jęczmienną), potem pod numerem 137 (dzisiejsze skrzyżowanie z ul. Stalową).
W roku 1823 drogę zaliczono do kategorii ulic o charakterze miejskim, ale miejska zabudowa zaczęła się tu pojawiać dopiero od około roku 1860. W kolejnych dziesięcioleciach oprócz kamienic czynszowych wybudowano wzdłuż tej ulicy także obiekty użyteczności publicznej i fabryki, w tym (oprócz wspomnianych wcześniej) także Israelitisches Waisen-Verpflegungs-Anstalt (sierociniec żydowski (od 1881, przeniesiony z obecnego Pasażu Niepolda), potem przedszkole, obecnie Wrocławska Akademia Tańca i Choreografii – bud. nr 61-65), redakcję Schlesische Tageszeitung, browar Hopf & Görcke, papiernię Papierfabrik Schwinge & Stehr i inne.

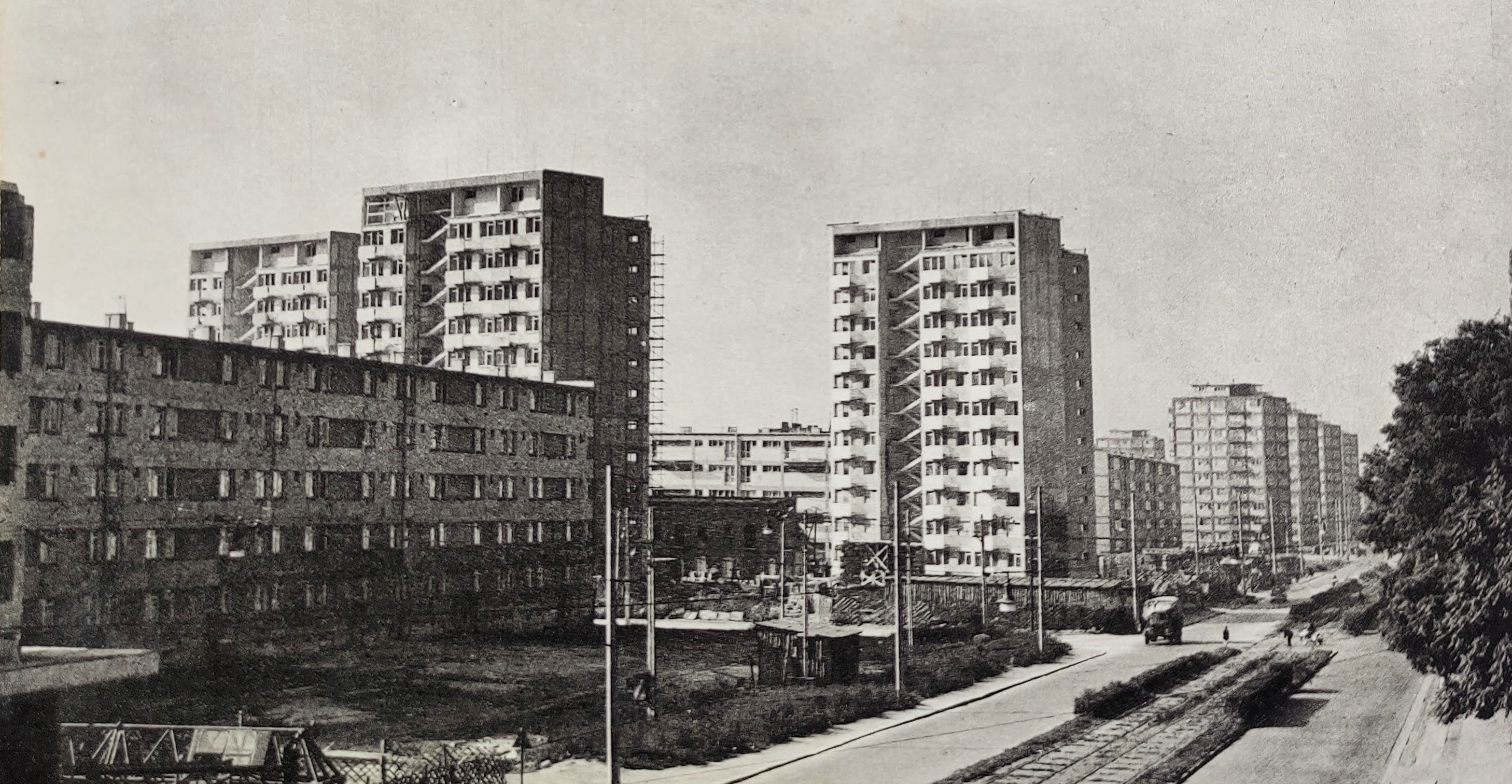
Wieżowce przy ul. Grabiszyńskiej, lata 60.

Podczas oblężenia Wrocławia w 1945 r. większość zabudowy (szacuje się, że 80%) wzdłuż tej ulicy legła w gruzach, zachowały się tylko – bardzo mocno uszkodzone – nieliczne kamienice i obiekty, w tym zniszczony w 50% kościół św. Elżbiety z klasztorem i szpitalem (przy czym wyposażenie szpitala Niemcy przed wkroczeniem Rosjan wyrzucili na podwórze i podpalili). Większość współczesnej zabudowy tej ulicy pochodzi z okresu lat 60. i lat 70. XX wieku (m.in. w początkowym odcinku ulicy osiedle mieszkaniowe Plac PKWN, budynki wg projektu punktowców przy ulicy Mikołaja Reja 4, 6, 8, dalej Osiedle Gajowice). Ulica w tym czasie została też znacząco poszerzona, dzięki czemu większa jej część (od pl. Legionów do skrzyżowania z ul. Fiołkową) jest obecnie dwujezdniowa.
W latach 80. na ulicy dochodziło do starć z oddziałami milicji i ZOMO; jedno z najgwałtowniejszych miało miejsce w pół roku od wprowadzenia stanu wojennego, 13 czerwca 1982. Z tego powodu ulica zwana była potocznie „ZOMO-Strasse”.
Ulicą Grabiszyńską na całej jej długości biegnie obecnie dwutorowa linia tramwajowa, na większości odcinków umieszczona w wydzielonym torowisku pomiędzy jezdniami. Przed cmentarzem Grabiszyńskim tory tramwajowe przecinają jezdnię zachodnią i biegną około 300 metrów wzdłuż wschodniego skraju jezdni; przy cmentarzu tramwaj jeszcze raz przecina jezdnię (tu znajduje się jest pierwsza pętla tramwajowa); tu zaczyna się ostatni, ok. 650-metrowy, odcinek tej linii tramwajowej (tym razem wzdłuż zachodniej strony ulicy), aż do pętli końcowej.
W roku 1980 w okolicach skrzyżowania z ul. Kolejową wybudowano kładkę dla pieszych. Zastąpiono nią zwykłe jednopoziomowe przejście – miejsce to było szczególnie niebezpieczne z racji natężonego ruchu kołowego, bardzo wąskiej wysepki obok torów tramwajowych i dużego potoku pieszych, zwłaszcza dzieci z pobliskiej szkoły podstawowej. W II połowie 2018 r. została ona jednak rozebrana – przywrócono jednopoziomowe przejście, dodano przejazd dla rowerów, wybudowano nowe przystanki tramwajowe, zamontowano sygnalizację świetlną.
W 2003 Roku doszło na niej do bójki około 400 chuliganów kilku Polskich klubów sportowych przed meczem Arka Gdynia - Śląsk Wrocław gdzie zamordowany został 24-letni kibic Arki Gdynia przez "zgodowicza" kibiców z wrocławia - kibica Wisły Kraków
Również w roku 2018 po północnej stronie ulicy wybudowano też drogę rowerową, która rozpoczyna się przy placu Legionów i kończy przy skrzyżowaniu z ul. Żelazną. W 2019 roku na odcinku między budynkiem FAT a skrzyżowaniem z Pl. Srebrnym wytyczono pas dla autobusów, tramwajów, taksówek, karetek oraz policji. 6 czerwca 2023 oddano do użytku pierwsze przystanki wiedeńskie – „Bzowa – Centrum Zajezdnia” (w obu kierunkach).

## Galeria

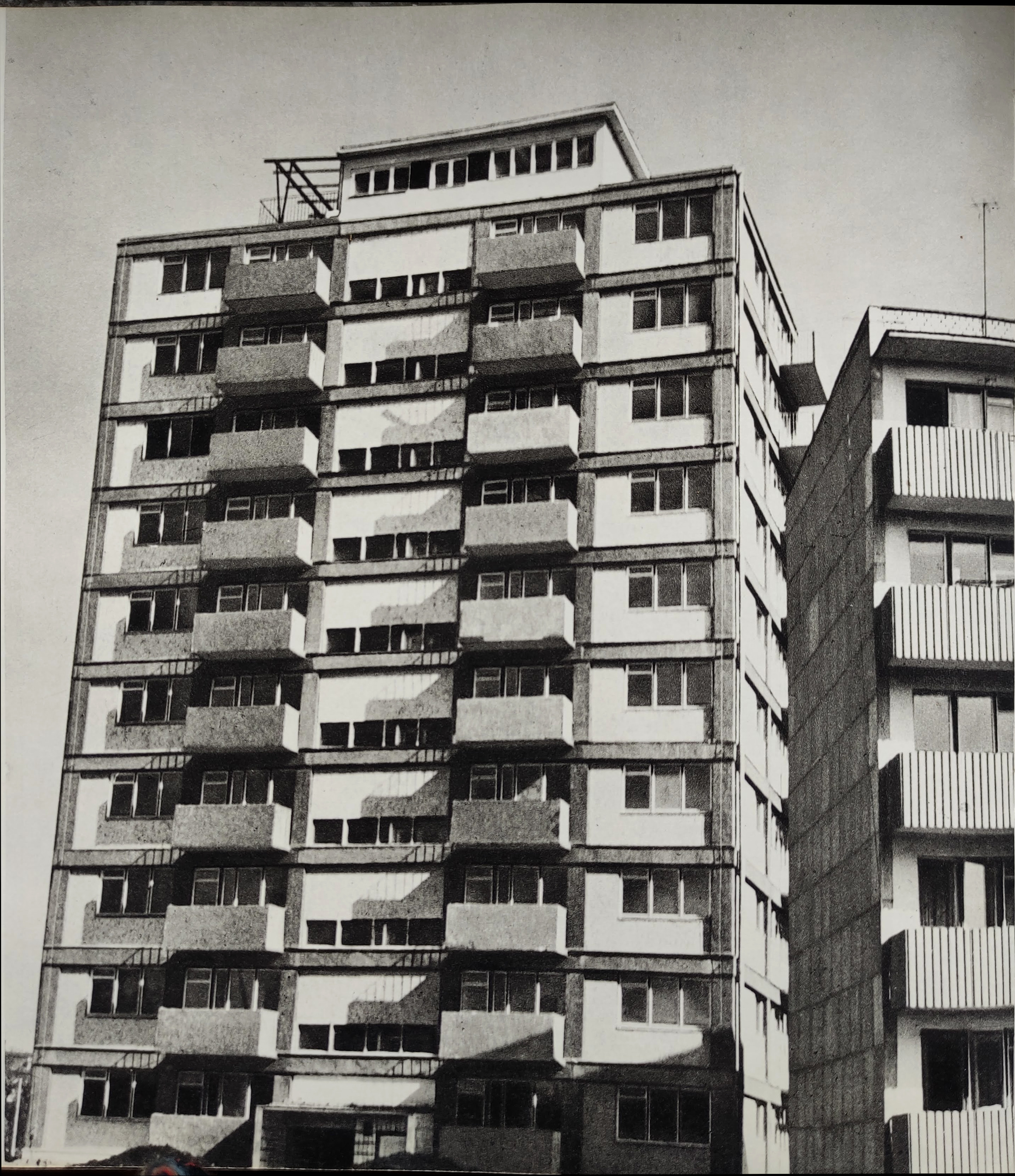
Wieżowiec przy ul. Grabiszyńsiej 164, proj. Igora i Marii Tawryczewskich
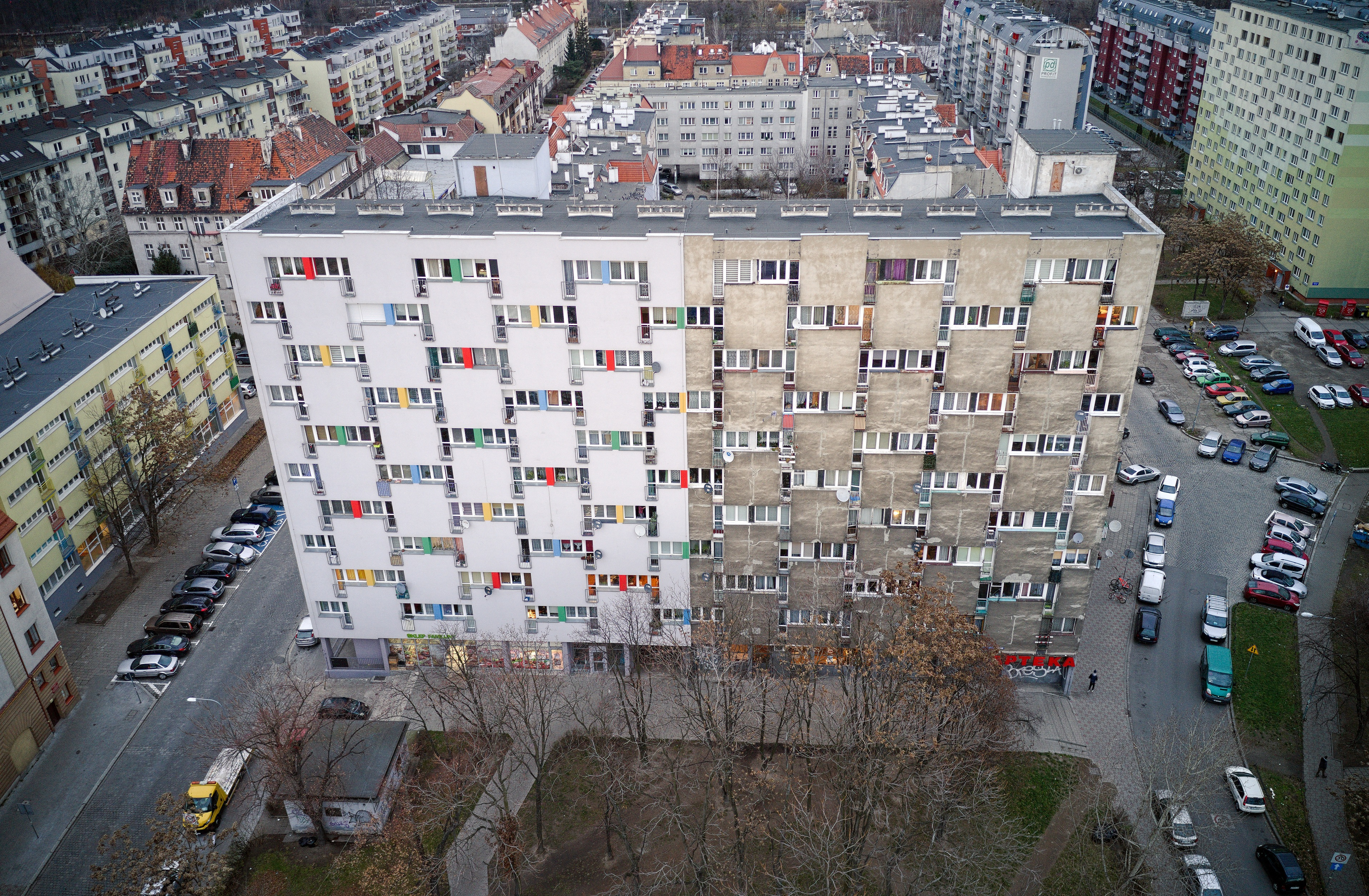
„Galeriowiec” przy ul. Grabiszyńskiej 133-135, proj. Stefana i Marii Müller.
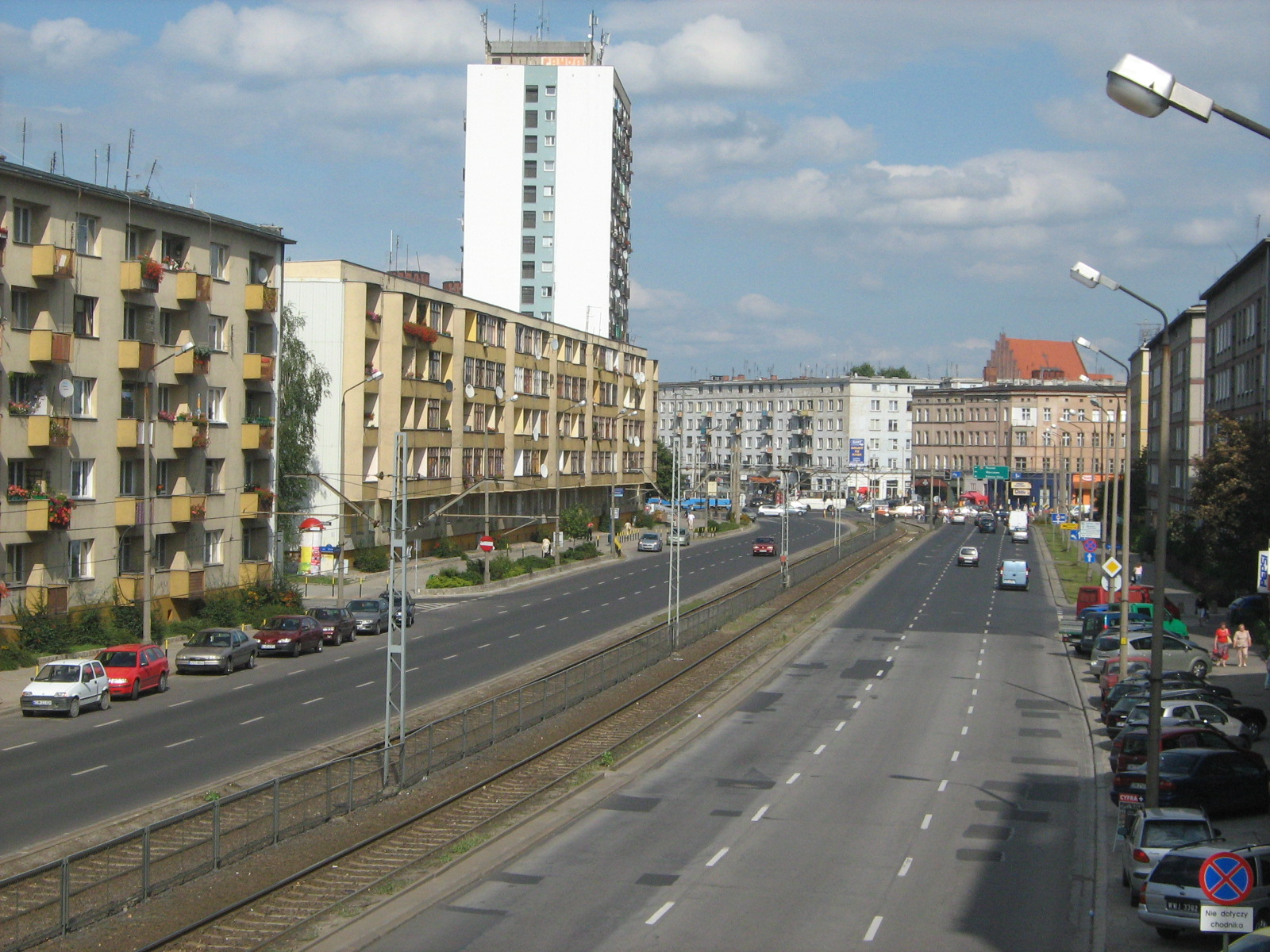
Widok w kierunku pl. Legionów i ul. Sądowej
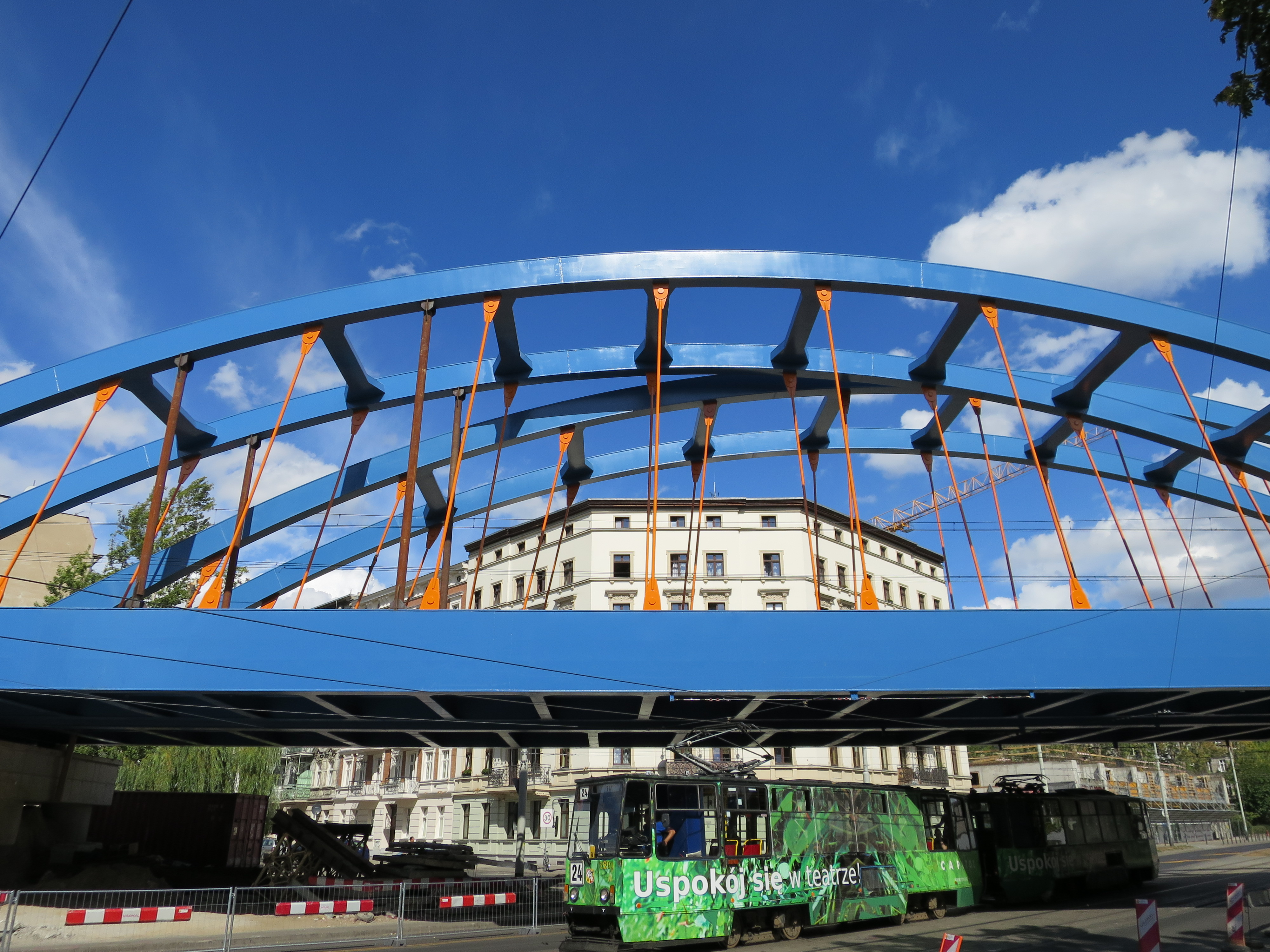
Wiadukt kolejowy nad ul. Grabiszyńską
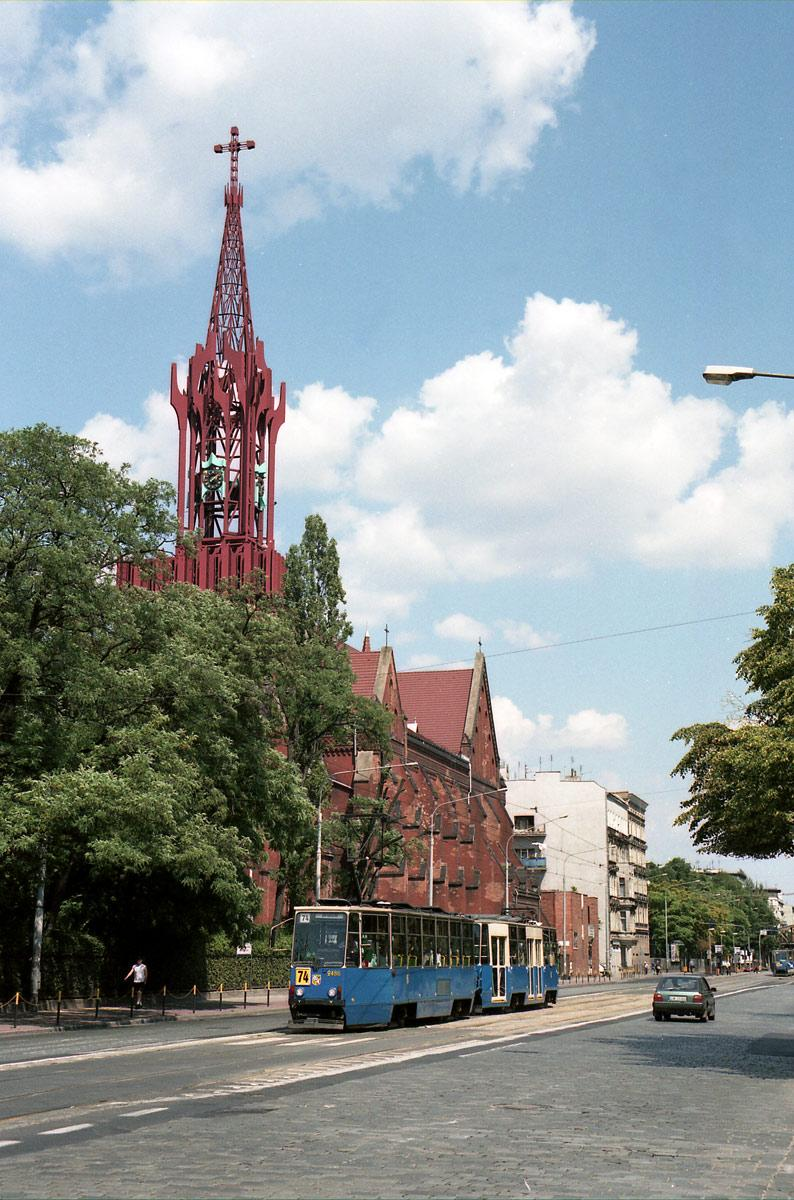
Grabiszyńska 103, kościół św. Elżbiety
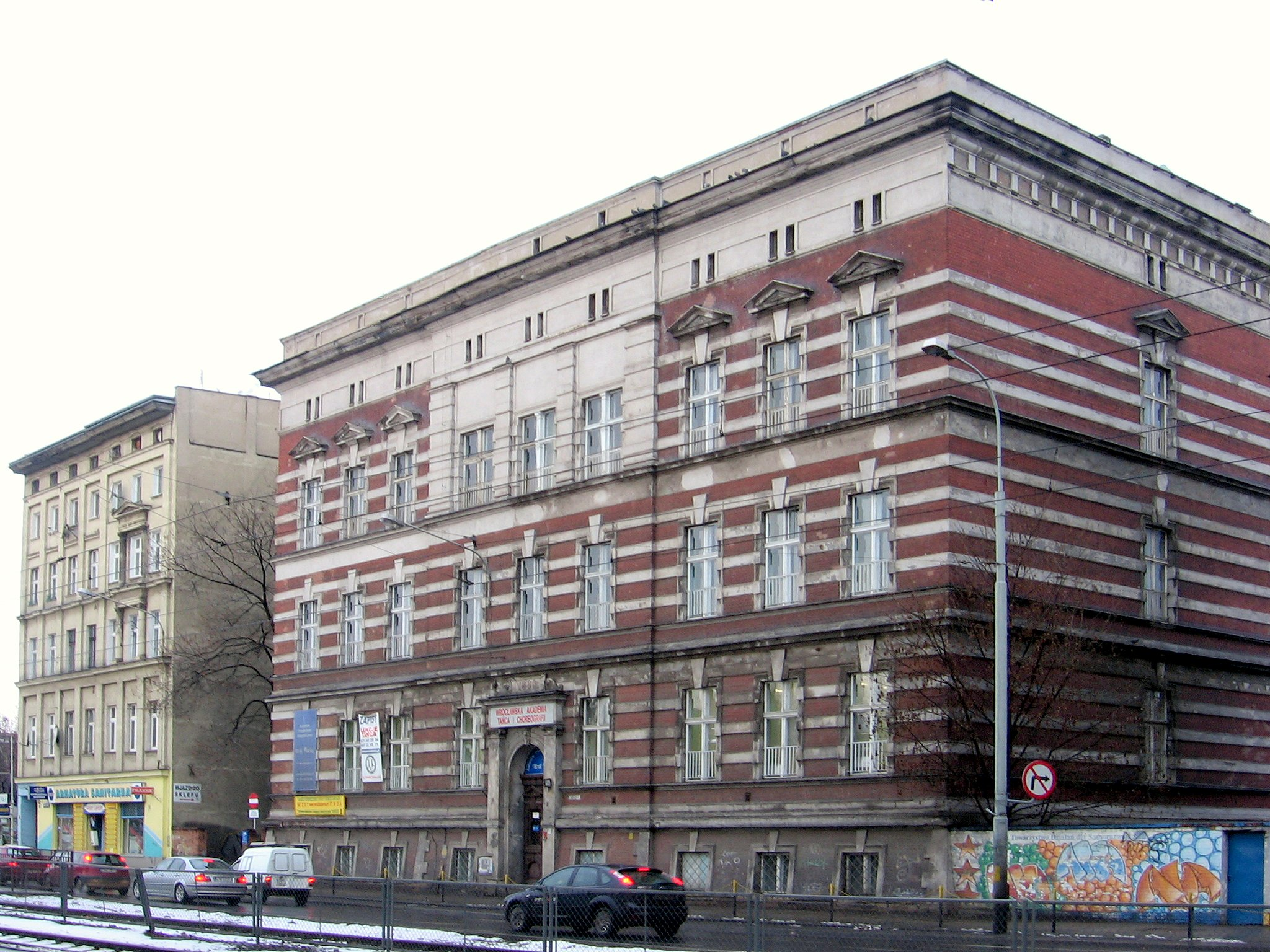
Grabiszyńska 61-65, dawny sierociniec